# Айгыз
Айгыз (каз. Айқыз) — село в Аягозском районе Абайской области Казахстана. Административный центр Айгызского сельского округа. Код КАТО — 633439100.

## Население
В 1999 году население села составляло 1925 человек (1002 мужчины и 923 женщины). По данным переписи 2009 года, в селе проживало 1500 человек (732 мужчины и 768 женщин).